# Lure
Lure (uttal (fil)) är en kommun i departementet Haute-Saône i regionen Bourgogne-Franche-Comté i östra Frankrike. Kommunen är chef-lieu över 2 kantoner som tillhör arrondissementet Lure. År 2022 hade Lure 7 912 invånare.

## Befolkningsutveckling
Antalet invånare i kommunen Lure
| Referens: INSEE |